# Mur de barils de pétrole
Mur de barils de pétrole est une œuvre réalisée par Christo et Jeanne-Claude le 27 juin 1962. C'est une création éphémère située à Paris, rue Visconti. 
La création est composée de 89 barils de pétrole placés un par un pour bloquer la circulation. En effet, les artistes sont touchés par la séparation de la ville de Berlin et ils souhaitent exprimer leur ressenti en créant ce mur.